# Njé Mo Yé
Njé Mo Yé, qui signifie “c’est quoi, çà?” en langue douala, est une sculpture permanente située dans la ville de Douala au Cameroun. Œuvre de Koko Komégné, l'œuvre est inaugurée en 2007.

## L'œuvre
Réalisée en tubes de fer peint de 12 centimètres de diamètre, Njé Mo Yé, qui signifie “c’est quoi, çà?” en langue douala, est une sculpture qui représente et magnifie le couple.
L’artiste, Koko Komégné, qui a habité de 1966 à 1984 dans ce quartier de ‘Dernier poteau’ à Nkololoun, se souvient que cet endroit a été le point marquant une extrémité de la ville d’alors. Il a souhaité témoigner de sa gratitude d’enfant du quartier en offrant la sculpture sur ce site.
La sculpture fait 5 mètres de haut, pour une envergure de 2,5 mètres. Elle a été inaugurée lors du Salon Urbain de Douala SUD 2007.
En 2013 la Communauté urbaine de Douala après un accident de voiture qui a endommagé l'œuvre a financé la restauration et la peinture.
Typologie d'œuvre: Installation monumentale